# روبرتو أكورنيرو
روبرتو أكورنيرو (بالإيطالية: Roberto Accornero)‏ (و.9 مارس 1957-) هو ممثل تلفزيوني وسينمائي ومدبلج إيطالي. مثّل العديد من الأدوار منها:الأب أنجيلو ديل أكوا في مسلسل يوحنا الثالث والعشرون(بابا السلام)،و قام أيضاََ بدور كابتن ألويسي في مسلسل المارشال روكا.

## أفلام
- (Il diavolo sulle colline, dir. Vittorio Cottafavi (1985
- (The Two Lives of Mattia Pascal, dir. Mario Monicelli (1985
- (Remake, dir. Ansano Giannarelli (1987
- (The Peaceful Air of the West, dir. Silvio Soldini (1990
- (Who Killed Pasolini?, dir. Marco Tullio Giordana (1995
- (We All Fall Down, dir. Davide Ferrario (1997
- (L'educazione di Giulio, dir. Claudio Bondi (2000
- (Sleepless, dir. Dario Argento (2001
- (It Can't Be All Our Fault, dir. Carlo Verdone (2003
- (The Best of Youth, dir. Marco Tullio Giordana (2003
- (The Voyage Home, dir. Claudio Bondi (2004
- (I giorni dell'abbandono, dir. Roberto Faenza (2005
- (The Double Hour, dir. Giuseppe Capotondi (2009
- (I, Don Giovanni, dir. Carlos Saura (2009
- (Noi credevamo, dir. Mario Martone (2010
- (The Dinner, dir. Ivano De Matteo (2014

## أعمال إذاعية
- Sam Torpedo (2001) - radio drama - Radio 3
- La fabbrica di polli (2008) - radio drama - Radio 3

## روابط خارجية
- روبرتو أكورنيرو على موقع IMDb (الإنجليزية)
- روبرتو أكورنيرو على موقع ألو سيني (الفرنسية)
- روبرتو أكورنيرو على موقع أول موفي (الإنجليزية)
- روبرتو أكورنيرو على موقع قاعدة بيانات الأفلام السويدية (السويدية)
- روبرتو أكورنيرو على موقع ديسكوغز (الإنجليزية)
- روبرتو أكورنيرو على موقع قاعدة بيانات الفيلم (الإنجليزية)
- روبرتو أكورنيرو على موقع كينوبويسك (الروسية)
- روبرتو أكورنيرو على موقع ANN person (الإنجليزية)

- روبرتو أكورنيرو في قاعدة بيانات الأفلام على الإنترنت